# 上思绣球
上思绣球（学名：Hydrangea shaochingii），为绣球花科绣球属下的一个植物种。